# Nieciecza
Nieciecza ist ein Ort mit 723 Einwohnern in der Woiwodschaft Kleinpolen und gehört zur Stadt-und-Land-Gemeinde Żabno im Powiat Tarnowski (Kreis Tarnów).

## Lage
Nieciecza liegt am östlichen Ufer des Dunajec zwei Kilometer nordwestlich der Stadt Żabno und zwanzig Kilometer nordwestlich der Kreisstadt Tarnów. Die Droga wojewódzka 973 von Tarnów nach Busko-Zdrój führt durch den Ort.

## Geschichte
1922 wurde der lokale Fußballverein als einer der ersten Fußballvereine in Kleinpolen gegründet. Im Zweiten Weltkrieg wurde der Ort wie ganz Polen von den Deutschen besetzt. Danach kam Nieciecza zur Woiwodschaft Krakau, ab 1975 zur Woiwodschaft Tarnów. Heute bildet der Ort einen Ortsteil mit einem Sołectwo (Schulzenamt) der Stadt Żabno in der 1999 gebildeten Woiwodschaft Kleinpolen.

## Sport
Überregional bekannt ist Nieciecza durch den Fußballverein Bruk-Bet Termalica Nieciecza, der von 2015 bis 2018 und in der Saison 2021/22 in der Ekstraklasa spielt, der höchsten polnischen Fußballliga. Der Verein wird von dem in Nieciecza geborenen Bauunternehmer Krzysztof Witkowski finanziell unterstützt. Seit 2015 trägt der Verein seine Spiele im auf 4.600 Plätze erweiterten Stadion Bruk-Bet in Nieciecza aus.

## Bildung
In Nieciecza befindet sich eine Dorfschule, die wegen finanzieller Probleme geschlossen werden musste. Aufgrund einer Spende der Sponsoren des Fußballvereins konnte allerdings eine neue Dorfschule errichtet werden.

## Wirtschaft
Nieciecza befindet sich in einer ländlich geprägten Region. Im Norden des Ortes befindet sich eine Fabrik des Bauunternehmens Bruk-Bet, das den Fußballverein unterstützt.